# Tiszabábolna, Borsod-Abaúj-Zemplén
Tiszabábolna este un sat în districtul Mezőkövesd, județul Borsod-Abaúj-Zemplén, Ungaria, având o populație de 404 locuitori (2011). 

## Demografie
Componența etnică a satului Tiszabábolna
     Maghiari (98,19%)
     Necunoscut (1,04%)
     Germani (0,78%)
     Alții (1,04%)
Componența confesională a satului Tiszabábolna
     Romano-catolici (76,24%)
     Reformați (7,67%)
     Fără religie (3,71%)
     Necunoscută (11,39%)
     Greco-catolici (0,99%)
Conform recensământului din 2011, satul Tiszabábolna avea 404 locuitori. Din punct de vedere etnic, majoritatea locuitorilor (98,19%) erau maghiari. Apartenența etnică nu este cunoscută în cazul a 1,04% din locuitori.  Din punct de vedere confesional, majoritatea locuitorilor (76,24%) erau romano-catolici, existând și minorități de reformați (7,67%) și persoane fără religie (3,71%). Pentru 11,39% din locuitori nu este cunoscută apartenența confesională.